# Parc national de Karatepe-Aslantaş
Le parc national de Karatepe-Aslantaş (turc : Karatepe-Aslantaş Millî Parkı) est situé dans les districts de Kadirli et de Düziçi dans la province d'Osmaniye. Le parc, situé sur le site archéologique hittite de Karatepe, est aussi une réserve naturelle.